# 卡克托维克 (阿拉斯加州)
卡克托维克（英語：Kaktovik），是美国阿拉斯加州的一座城市。该市的人口在2000年为293人，2010年有239人。人口在阿拉斯加州排行第98。